# フーリエ変換の応用

微分方程式などの問題は、その問題をフーリエ変換すると解を求めるのが簡単になる。フーリエ変換して得られた解をフーリエ逆変換すると、もともとの問題の解が得られる。

物理学や工学の様々な場面でフーリエ変換の応用例が見られる。

## 微分方程式の解析
おそらく最も重要なフーリエ変換の使用例は、偏微分方程式の解を求めることである。19世紀の数理物理学における多くの方程式は、フーリエ変換で扱うことができる。フーリエは無次元単位を用いた1次元の熱伝導方程式
{\displaystyle {\frac {\partial ^{2}y(x,t)}{\partial x^{2}}}={\frac {\partial y(x,t)}{\partial t}}}
を研究した。これより少し難しいものとして、1次元波動方程式
{\displaystyle {\frac {\partial ^{2}y(x,t)}{\partial x^{2}}}={\frac {\partial ^{2}y(x,t)}{\partial t^{2}}}}
がある。この方程式は無限に多くの解が存在する。ここで問題となるのは、次の「境界条件」を満たす解をみつけること、いわゆる「境界問題」である。
{\displaystyle y(x,0)=f(x),\qquad {\frac {\partial y(x,0)}{\partial t}}=g(x).}
ここで f と g は与えられた関数である。熱伝導方程式の場合、この2つの境界条件の片方だけが要求される（通常は1つ目）。しかし波動方程式の場合、1つ目の境界条件を満たす解 y はまだ無限に多く存在する。しかし両方の条件を課すと、可能な解は1つだけとなる。
この解を直接求めるよりも、解のフーリエ変換  を求める方が簡単である。なぜならフーリエ変換によって微分は変数による掛け算になり、もともとの関数についての偏微分方程式は、フーリエ変換された関数についての双対変数の多項式関数による掛け算になるからである。 が決定された後は、フーリエ逆変換によって y が得られる。
フーリエの方法は以下に示す。まず次の形をした関数は波動方程式を満たす。
{\displaystyle \cos {\bigl (}2\pi \xi (x\pm t){\bigr )}{\mbox{ or }}\sin {\bigl (}2\pi \xi (x\pm t){\bigr )}.}
これらは基本解と呼ばれる。
2段階目として積分
{\displaystyle y(x,t)=\int _{0}^{\infty }a_{+}(\xi )\cos {\bigl (}2\pi \xi (x+t){\bigr )}+a_{-}(\xi )\cos {\bigl (}2\pi \xi (x-t){\bigr )}+b_{+}(\xi )\sin {\bigl (}2\pi \xi (x+t){\bigr )}+b_{-}(\xi )\sin \left(2\pi \xi (x-t)\right)\,d\xi }
は（任意の a+, a−, b+, b−において）波動方程式を満たす（この積分は連続的な線形結合のようなもので、方程式は線形である）。
ここで、これは関数のフーリエ合成における公式に似ている。実際これは、a± と b± の変数 x における実フーリエ逆変換である。
3段階目は、境界条件を満たす y に対応する未知の係数関数 a± と b± を得る方法を調べることである。興味があるのは t = 0 でのこれらの解の値である。よって t = 0 と置く。フーリエ反転に必要となる条件を仮定すると、両辺の（変数 x における）フーリエ正弦変換とフーリエ余弦変換が分かり、次が得られる。
{\displaystyle 2\int _{-\infty }^{\infty }y(x,0)\cos(2\pi \xi x)\,dx=a_{+}+a_{-},}
{\displaystyle 2\int _{-\infty }^{\infty }y(x,0)\sin(2\pi \xi x)\,dx=b_{+}+b_{-}.}
同様に、y を t について微分し、フーリエ正弦変換とフーリエ余弦変換をすると、次が得られる。
{\displaystyle 2\int _{-\infty }^{\infty }{\frac {\partial y(u,0)}{\partial t}}\sin(2\pi \xi x)\,dx=(2\pi \xi )\left(-a_{+}+a_{-}\right),}
{\displaystyle 2\int _{-\infty }^{\infty }{\frac {\partial y(u,0)}{\partial t}}\cos(2\pi \xi x)\,dx=(2\pi \xi )\left(b_{+}-b_{-}\right).}
4つの未知の a± と b± についての4つの線形方程式が存在し、初等代数学によって簡単に解くことができる。
つまり ξ によってパラメータ化された基本解の組を選び、それらの一般解はパラメータ ξ についての積分の形をした（連続的な）線形結合である。しかしこの積分はフーリエ積分の形ではない。
次のステップでは、これらの積分についての境界条件を表現し、それらを与えられた関数 f と g に等しいとする。しかしこれらの表現は、導関数のフーリエ変換の性質により、フーリエ積分の形にもなる。
最後のステップは、両辺にフーリエ変換することでフーリエ反転を利用し、与えられた境界条件 f と g についての係数関数 a± と b± の表現を得る。
より高い視点から見ると、フーリエの手順はより概念的に再定式化できる。2つの変数が存在するため、空間変数でのみ行ったフーリエの方法よりはむしろ、x と t の両方でのフーリエ変換をしたほうが良い。 は（シュワルツ）超関数の観点で考慮されなければならないことに注意。なぜなら y(x, t) は L1 にならないためである。波は時間が経過しても持続し、過渡的な現象ではない。しかしそれは拘束され、フーリエ変換は超関数として定義されうる。この方程式のフーリエ変換の演算特性は、2πiξ を掛けるために x について微分し、2πif を掛けるために t について微分する。ここで f は周波数である。こうして波動方程式は  についての代数方程式となる。
{\displaystyle \xi ^{2}{\hat {y}}(\xi ,f)=f^{2}{\hat {y}}(\xi ,f).}
これは (ξ, f ) = 0（ただしξ = ±f）を要求することと等価である。直ちにこれは我々が先ほど得た基本解の選択がなぜうまくいくのかを説明する。明らかに = δ(ξ ± f )は解である。これらのデルタ関数にフーリエ反転を適用すると、先ほど選んだ基本解を得る。しかしより高い視点から見ると、基本解を選んだのではなく、むしろ（退化した）円錐 ξ2 − f2 = 0 に台を持つ全ての超関数の空間を考慮したことになる。
直線 ξ = f上の1変数の超関数と直線 ξ = −f 上の超関数によって与えられる円錐に台を持つ超関数と考えることもできる。φがテスト関数であるとき、
{\displaystyle \iint {\hat {y}}\phi (\xi ,f)\,d\xi \,df=\int s_{+}\phi (\xi ,\xi )\,d\xi +\int s_{-}\phi (\xi ,-\xi )\,d\xi ,}
ここで s+ と s− は1変数の超関数である。
フーリエ反転によって、境界条件において上でより具体的に得たものに非常に似たものが得られる（φ(ξ, f ) = e2πi(xξ+tf )を代入し、これは明らかに多項式増大である）。
{\displaystyle y(x,0)=\int {\bigl \{}s_{+}(\xi )+s_{-}(\xi ){\bigr \}}e^{2\pi i\xi x+0}\,d\xi .}
また、
{\displaystyle {\frac {\partial y(x,0)}{\partial t}}=\int {\bigl \{}s_{+}(\xi )-s_{-}(\xi ){\bigr \}}2\pi i\xi e^{2\pi i\xi x+0}\,d\xi .}
これまでのように、x のこれらの関数に変数 x について1変数フーリエ変換を適用すると、2つの未知の超関数 s±（これは境界条件が L1 または L2 の場合、通常の関数）についての2つの方程式が得られる。
計算の観点における欠点は、境界条件のフーリエ変換をまず計算し、これらから解を集めて作り、フーリエ逆変換を計算しなければならないことである。閉じた形式の定式化は、幾何学的な対称性が抽出できる場合を除いて稀である。積分の振動特性により収束を遅くなり、評価を難しくするため、数値的な計算は難しい。実用的な計算は、他の方法が用いられることが多い。
20世紀にはこれらの方法は多項式係数をもつ全ての線形偏微分方程式に拡張され、フーリエ変換の概念をフーリエ積分作用素に拡張することでいくつかの非線形方程式にも拡張された。

## フーリエ変換分光法
フーリエ変換は核磁気共鳴 (NMR) や、フーリエ変換赤外分光法などのその他の分光法でも用いられている。NMRでは、指数関数型の自由誘導減衰 (FID) 信号が時間領域で取得され、フーリエ変換によって周波数領域のローレンツ関数型のスペクトルが得られる。フーリエ変換は核磁気共鳴画像法 (MRI) や質量分析法においても用いられている。

## 量子力学
量子力学では、2つの方法でフーリエ変換が用いられている。
1つ目に、量子力学の基本概念の構造は、ハイゼンベルクの不確定性原理でつながっている２つの相補的な変数の組の存在を仮定している。たとえば1次元では、いわゆる粒子の空間変数 q は、量子力学的な「位置演算子」によって測定されるのみで、その代わりに粒子の運動量 p についての情報を失う。よって粒子の物理的状態は q について、または p についての「波動関数」と呼ばれる関数によって記述されるが、両方の変数の関数としては記述されない。変数 p は、q の共役変数と呼ばれる。古典力学での粒子の状態は、（簡単のため1次元で考えると）p と q の確定値を同時に割り当てることで与えられる。このように全ての可能な物理状態の組は、相空間と呼ばれる p 軸と q 軸を持つ2次元の実ベクトル空間である。
それとは対照的に、量子力学は1/2次元の部分空間を取り出すという意味で、この空間の分極を選ぶ。例えば点のみを考える代わりに q 軸だけはこの軸におけるすべての複素数値「波動関数」の組を考える。にもかかわらず p 軸を選ぶことは同等に妥当な分極で、フーリエ変換による最初の表現に関連する粒子の可能な物理状態の組の異なる表現を生み出す。
{\displaystyle \phi (p)=\int \psi (q)e^{2\pi i{\frac {pq}{h}}}\,dq.}
物理的に実現可能な状態は L2 であり、プランシュレルの定理により、これらのフーリエ変換もまた L2 である。（q は距離の単位で p は運動量の単位であるため、指数部分にプランク定数が存在することで指数部分が無次元化される。）
よって位置の波動関数による粒子の状態の表現の1つの方法から、運動量の波動関数による粒子の状態の表現の別の方法へ移行するためにフーリエ変換が用いられる。無限に多くの異なる分極が可能で、全て等価に妥当である。状態のある表現から別の表現への変換が可能であることは、しばしば便利である。
2つ目のフーリエ変換の使用は、量子力学と場の量子論における適切な波動方程式を解くことである。非相対論的な量子力学では、外部力のない1次元の時間変化する波動関数についてのシュレーディンガー方程式は、
{\displaystyle {\frac {\partial ^{2}}{\partial x^{2}}}\psi (x,t)=i{\frac {h}{2\pi }}{\frac {\partial }{\partial t}}\psi (x,t).}
これは虚数単位iが存在することを除いて熱伝導方程式と同じである。この方程式はフーリエ法で解くことができる。
ポテンシャルエネルギー V(x) が存在するときは、この式は、
{\displaystyle {\frac {\partial ^{2}}{\partial x^{2}}}\psi (x,t)+V(x)\psi (x,t)=i{\frac {h}{2\pi }}{\frac {\partial }{\partial t}}\psi (x,t).}
「基本解」は粒子の「定常状態」と呼ばれ、フーリエのアルゴリズムでは、t = 0での値で与えられるψの時間発展の境界値問題を解くために用いることができる。これらのアプローチのどれも量子力学における実用的な用途ではない。境界値問題と波動関数の時間発展は、実用的な興味ではない。最も重要なのは定常状態である。
相対論的な量子力学では、古典物理学においては複素数値の波動が考慮されていることを除いて普通であるとして、シュレーディンガー方程式は波動方程式となる。他の粒子や場との相互作用が無い簡単な例として、無次元化された1次元自由クライン–ゴルドン–フォック方程式は、
{\displaystyle \left({\frac {\partial ^{2}}{\partial x^{2}}}+1\right)\psi (x,t)={\frac {\partial ^{2}}{\partial t^{2}}}\psi (x,t).}
数学的な観点では、これは上記で解かれた古典物理学の波動方程式と同じである（複素数値の波動を持つが、方法において違いはない）。これは場の量子論における強力な使用である。波動のそれぞれの独立したフーリエ成分は、独立した調和振動子として扱うことができ、量子化され「第二量子化」として知られる。フーリエ法は非自明な相互作用を扱うためにも適用される。